# Пасив (секс)

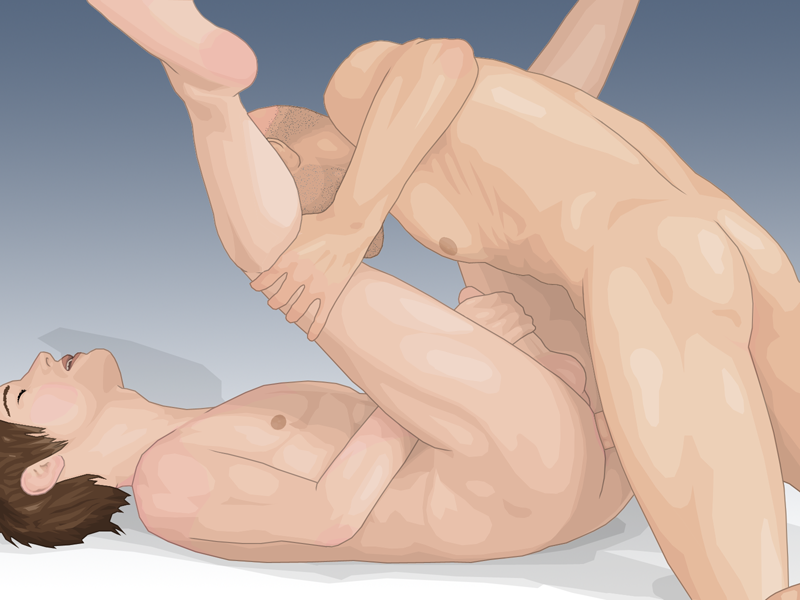
Анальний секс між чоловіками (пасив зліва)

Пасив, пасивна позиція, пасивна роль (англ. bottom, дослівно «знизу»; від лат. passivus — «пасивний, недіяльний») — один з трьох головних термінів на позначення позиції та/або ролі індивіда під час одностатевої сексуальної діяльності, як правило, між двома чоловіками.

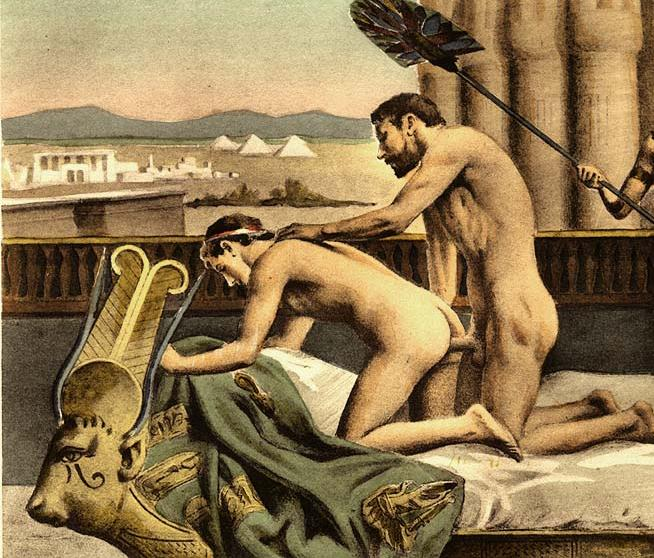
Картина художника Едуарда-Анрі Авріля «Адріан та Антиной», на якій Адріана під час статевих зносин з Антиноєм зображено в активній ролі, а відповідно Антиноя — в пасивній.

Виходячи з сексуальної ролі, «пасив» сексуально підкорюється партнеру. Виходячи з позиції у сексі, насамперед, під час сексу з проникненням (наприклад, анальний секс), підпорядковується домінуванню перед партнером активної ролі, дозволяючи йому введення статевого органу в свій анальний отвір.
Поняття «пасив», «пасивна позиція» та «пасивна роль» використовуються не тільки у гомосексуальному середовищі, але й ЧСЧ, де можлива відмінна від гомосексуальної орієнтація, в тому числі гетеросексуальна, а також у сфері охорони здоров'я в питаннях протидії ВІЛ/СНІДу серед груп ризику, якими є усі ЧСЧ.
Залежно від уподобань, бажань та інших можливих обставин, партнер в одностатевому сексі може лише іноді надавати перевагу пасивній ролі, залишаючись при цьому універсальним, тобто практикуючи як активну, так і пасивну роль/позицію у сексі. Таких називають «уні-пасивами» (англ. versatile bottom).

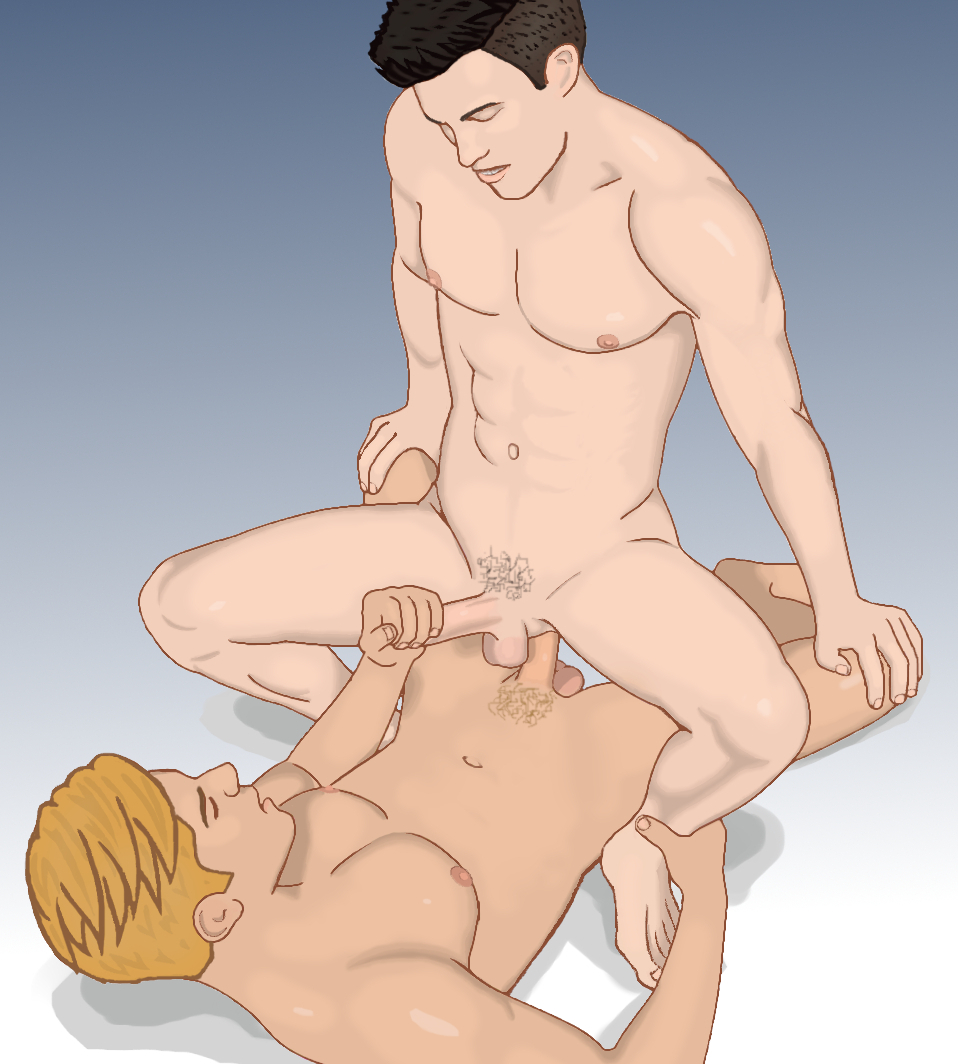
Домінуючий пасив (зверху)

Залежно від характеру партнерських взаємин, пасивний партнер під час одностатевого акту може виступати стороною, яка фактично керуватиме процесом. Таких називають «домінуючими пасивами».